# フロンティア軌道理論
フロンティア軌道理論（フロンティアきどうりろん、英: frontier orbital theory）あるいはフロンティア電子理論（フロンティアでんしりろん）とは、フロンティア軌道と呼ばれる軌道の密度や位相によって、分子の反応性が支配されていることを主張する理論。1952年に福井謙一によって提唱された。この業績に対し、1981年にロアルド・ホフマンとともにノーベル化学賞が与えられた。ウッドワード・ホフマン則はフロンティア軌道理論よりも後に発表されている。

## 概要
従来の有機電子論においては、求核剤では電子密度が高い部分、求電子剤では電子密度が低い部分が反応点と考えられていた。ある点での電子密度は、一体近似のもとではすべての占有されている分子軌道（占有軌道）を用いて求められるので、有機電子論の考え方ではすべての占有軌道が反応に関与しているということになる。
これに対しフロンティア軌道理論では、求核剤では電子によって占有されている分子軌道のうち最もエネルギーの高い軌道（最高被占軌道、英: Highest Occupied Molecular Orbital、HOMOと略される）のもっとも確率密度の高い部分が、求電子剤では電子によって占有されていない分子軌道のうち最もエネルギーの低い軌道（最低空軌道、英: Lowest Unoccupied Molecular Orbital、LUMOと略される）のもっとも確率密度の高い部分が反応点となると主張する。原子で考えると最高被占軌道と最低空軌道はもっとも原子の外縁部に広がっている軌道にあたる。そのため最高被占軌道および最低空軌道を合わせてフロンティア軌道という。反応に関与するのはフロンティア軌道だけであると主張するのがフロンティア軌道理論である。
例えば、芳香族化合物の求電子置換反応は、求核剤である芳香族化合物の最高被占軌道の電子密度の最も高い原子上で優先して起こる。これにより配向性が説明される。
実際には、有機反応論で主張されるように全電子密度によって反応部位が決まる反応と、フロンティア軌道の密度によって反応部位が決まる反応がある。前者は電荷支配の反応、後者は軌道支配の反応と呼ばれる。
また、電子環状反応、環化付加反応、シグマトロピー転位といったペリ環状反応と呼ばれる一連の反応については立体特異性があるが、これはそれまでの理論では説明することが困難であった。これをフロンティア軌道理論は、フロンティア軌道の位相という観点から説明することに成功した。フロンティア軌道理論では、ペリ環状反応も通常の反応と同様に求核剤の最高被占軌道と求電子剤の最低空軌道の相互作用で結合が生成していると考える。このように考えるとペリ環状反応では求核剤と求電子剤の間で複数の結合が同時に形成される。新たに生成する結合の位置で、求核剤の最高被占軌道と求電子剤の最低空軌道が結合性、つまり符号が同じローブが重なるような場合に反応が進行するとした。
例えば環化付加反応の一種のディールス・アルダー反応においては求核剤にあたるジエンの最高被占軌道と求電子剤にあたるジエノフィルの最低空軌道が、符号が同じローブが重なるような立体特異性、すなわちsynの立体特異性で結合が生成する。
電子環状反応やシグマトロピー転位は一分子反応であるため、反応に関与するπ電子系の一部を求電子剤と求核剤に分割して考える必要がある。例えば、1,3,5-ヘキサトリエンの電子環状反応では1-4位の部分を求電子剤、5-6位の部分を求核剤と考えて軌道の解析を行なう。しかし分子軌道法によれば一体として振舞っているπ電子系を恣意的に分割していることになる。そのため、このような方法は批判されている。
また、原理的には3分子が同時に反応するようなペリ環状反応も考えられるが（例えばアセチレンからベンゼンが生成する反応、あるいはその逆反応）、このような反応では求電子剤と求核剤の2つの系に分割する方法はうまくいかない。
そのため、これらの系では求電子剤と求核剤への分割は行なわず、単に最高被占軌道の位相のみを考えて、符号が同じローブが重なるような立体特異性で結合が生成するとしている場合が多い。例えば、1,3,5-ヘキサトリエンの電子環状反応では1位と6位の最高被占軌道は同じ面側で同じ符号を持つので、逆旋的に閉環するというように解析される。この解析はウッドワード・ホフマン則による解析に近い。ウッドワード・ホフマン則ではすべての軌道について対称性の解析を行なうが、この考え方は最高被占軌道についてのみ対称性の解析を行なったことに相当する。立体特異性の説明のためにはこれで充分なことが多い。